# 쌍용C&B
쌍용C&B는 대한민국의 위생용품 회사로 기저귀, 생리대, 화장지 등을 제조하는 업체이다.

## 역사
1979년 쌍용그룹이 미국 스카티 제지 사와의 합작법인으로 창립하였고 스카티 및 비바를 도입하였다. 이후 1980년대 일본 유니참과 기술제휴로 베비러브를 국내 생산하였으며 1988년 후속인 큐티를 내놓고 괜찮은 실적을 냈으나 1997년 외환 위기 및 쌍용그룹의 총체적인 부채 문제로 결국 1997년 10월 P&G에 인수되었다.(이후 유니참은 CJ를 거쳐 결국 LG생건과 합작하여 LG유니참을 재설립한다.) 다만 이후 괄목할 실적을 내지 못하면서 2005년에, 위생사업부를 모나리자에 매각하였다. 이후 2007년 P&G로부터 큐티 브랜드를 매입하였고 2013년 모건스탠리에 매각되었다.
한편 일반 제지 사업부는 2006년 소프트뱅크에 팔렸으나 2015년 조업을 중단하였다.

## 브랜드
- 비바(스카티 제품 면허생산, 1995년 이후, 킴벌리 사의 회수로 현재 유한킴벌리에서 판매)
- 스카트(스카티 제품 면허생산, 1995년 이후, 킴벌리 사의 회수로 현재 유한킴벌리에서 판매)
- 베비러브(유니참 제품 면허생산)
- 화인
- 루루
- 큐티
- 루루
-미라젤
-샤민(P&G 라인업)
-무니망(유니참 제품 면허생산, 큐티 하위 브랜드로 도입.)
-코디
-오닉
-베피스
-키퍼스